# Петраковское (Дагестан)
Петраковское — село в Хасавюртовском районе Дагестана. Вместе с селом Могилевское составляют Могилевский сельсовет.

## География
Село расположено на восточной окраине города Хасавюрт, на железной дороге Грозный — Махачкала.
Ближайшие населённые пункты: на северо-западе — село Могилевское, на юго-востоке — село Карланюрт.

## Население
| 1914  | 1926 | 1939 | 1970 | 1989 | 2002  | 2010  |
| ----- | ---- | ---- | ---- | ---- | ----- | ----- |
| 180   | ↘104 | ↗221 | ↗653 | ↗958 | ↗1984 | ↗2963 |
| 2021  |      |      |      |      |       |       |
| ↗4467 |      |      |      |      |       |       |

## История
Хутор Ново-Петриковка основан в 1907 году переселенцами из Белоруссии. До конца 80-х годов это было единственное село в Хасавюртовском районе, где подавляющее большинство населения составляли русские.